# Bydgoszcz Brdyujście
Bydgoszcz Brdyujście – przystanek kolejowy w Bydgoszczy, położony na osiedlu Brdyujście, przy skrzyżowaniu ulic Fordońskiej i Jasinieckiej. 

## Ruch pasażerski
| Rok  | Wymiana pasażerska na dobę |
| ---- | -------------------------- |
| 2017 | 20-49                      |
| 2022 | 10-19                      |

W dniu 1 maja 2004 roku został zamknięty dla pociągów osobowych. W dniu 13 listopada 2008 roku został przywrócony ruch pasażerski na tym przystanku.
Do stacji można dojechać autobusami linii: 65 (Leśne-Nad Wisłą, wybrane kursy do Łoskonia), 69 (Osiedle Błonie - Osiedle Tatrzańskie), 74 (Wyścigowa - Tatrzańskie), 83 (Czyżkówko - Tatrzańskie), 89 (Osiedle Błonie - Osiedle Tatrzańskie przez Politechnikę).